# Mark Spalding
Joseph Mark Spalding (ur. 13 stycznia 1965 w Lebanon) – amerykański duchowny katolicki, biskup Nashville od 2018.

## Życiorys
Święcenia kapłańskie otrzymał 3 sierpnia 1991 i został inkardynowany do archidiecezji Louisville. Pracował głównie jako duszpasterz parafialny, jednocześnie pełniąc funkcje wikariusza sądowego (1998–2011) oraz wikariusza generalnego archidiecezji (2011–2017).
21 listopada 2017 papież Franciszek mianował go ordynariuszem diecezji Nashville. Sakry udzielił mu 2 lutego 2018 metropolita Louisville - arcybiskup Joseph Kurtz.